# Alessandro Asinari di San Marzano
Alessandro Asinari di San Marzano (Torino, 20 marzo 1830 – Roma, 16 febbraio 1906) è stato un politico e generale italiano, senatore del Regno.

## Biografia
Nato a Torino il 20 marzo 1830, Alessandro Asinari di San Marzano si iscrisse all'accademia militare torinese uscendone appena diciottenne col grado di Sottotenente di cavalleria. Nel 1848 prese parte alla Prima guerra d'indipendenza italiana ove si distinse particolarmente nella battaglia di Santa Lucia per poi prendere parte alla Guerra di Crimea nella quale venne promosso Tenente.
Nel 1859 prese parte alla Seconda guerra d'indipendenza italiana venendo promosso Capitano ed entrando a far parte dello Stato Maggiore dopo la Battaglia di San Martino dove si meritò anche la medaglia d'argento al valor militare. Dopo la Battaglia di Castelfidardo venne promosso Maggiore per meriti di guerra e combatté poi nell'Assedio di Gaeta ed in quello di Messina ove ottenne la croce di cavaliere dell'Ordine militare di Savoia. Nel 1866 dopo Villafranca e la Battaglia di Custoza, ottenne la croce da Ufficiale dell'Ordine militare di Savoia e la promozione a Colonnello.
Dopo aver preso parte alla presa di Roma nel 1870, nel 1877 venne promosso Maggiore Generale, poi Tenente Generale nel 1883, sino ad ottenere il comando della divisione di Alessandria. In campo coloniale fu governatore di Massaua nella Colonia eritrea dal 1887 al 1888 e comandante in capo del grande corpo di spedizione inviato in Africa orientale dopo il disastro di Dogali. San Marzano guidò con prudenza le sue truppe e fronteggiò con successo l'esercito etiopico che dovette alla fine battere in ritirata per le difficoltà logistiche.
Fu Ministro della Guerra del Regno d'Italia nei Governi Di Rudinì IV, Di Rudinì V e Pelloux I.
Deputato per due legislature, fu nominato senatore il 4 gennaio 1894 ma dovette rinunciarvi poco dopo a causa della salute malferma e dell'età avanzata. Umberto I, che lo aveva in grande stima, lo nominò suo segretario nell'Ordine dei Santi Maurizio e Lazzaro e in seguito Vittorio Emanuele III lo insignì del collare dell'Ordine supremo della Santissima Annunziata.
Morì dopo una lenta malattia il 16 febbraio 1906 a Roma.

## Ascendenza
|                                                        |   |                                                                      | Genitori                                                               |  |  | Nonni |  |  | Bisnonni                                                   |  |  | Trisnonni                                          |  |
|                                                        |   |                                                                      |                                                                        |  |  |       |  |  | Filippo Valentino Ignazio Asinari, marchese di San Marzano |  |  | Filippo Valentino Asinari, marchese di San Marzano |  |
|                                                        |   |                                                                      |                                                                        |  |  |       |  |  | Filippo Valentino Ignazio Asinari, marchese di San Marzano |  |  | Filippo Valentino Asinari, marchese di San Marzano |  |
|                                                        |   | Maria Luigia Ferrero-Fieschi dei principi di Masserano               |                                                                        |  |  |       |  |  | Filippo Valentino Ignazio Asinari, marchese di San Marzano |  |  |                                                    |  |
| Filippo Antonio Asinari dei marchesi di San Marzano    |   |                                                                      |                                                                        |  |  |       |  |  | Filippo Valentino Ignazio Asinari, marchese di San Marzano |  |  |                                                    |  |
|                                                        |   | Orsola Gabriella Dal Pozzo della Cisterna                            | Giuseppe Amedeo Tommaso Dal Pozzo, marchese di Voghera                 |  |  |       |  |  |                                                            |  |  |                                                    |  |
|                                                        |   | Orsola Gabriella Dal Pozzo della Cisterna                            | Giuseppe Amedeo Tommaso Dal Pozzo, marchese di Voghera                 |  |  |       |  |  |                                                            |  |  |                                                    |  |
|                                                        |   | Orsola Gabriella Dal Pozzo della Cisterna                            | Anna Gabriella Enrichetta Caresana dei conti di Carisio                |  |  |       |  |  |                                                            |  |  |                                                    |  |
| Guido Cipriano Asinari dei marchesi di San Marzano     |   | Orsola Gabriella Dal Pozzo della Cisterna                            |                                                                        |  |  |       |  |  |                                                            |  |  |                                                    |  |
|                                                        |   | Vittorio Giuseppe Maria Della Chiesa, marchese di Cinzano e di Roddi | Gaspare Filippo Francesco Della Chiesa, marchese di Cinzano e di Roddi |  |  |       |  |  |                                                            |  |  |                                                    |  |
|                                                        |   | Vittorio Giuseppe Maria Della Chiesa, marchese di Cinzano e di Roddi | Gaspare Filippo Francesco Della Chiesa, marchese di Cinzano e di Roddi |  |  |       |  |  |                                                            |  |  |                                                    |  |
|                                                        |   | Vittorio Giuseppe Maria Della Chiesa, marchese di Cinzano e di Roddi | Teresa Seyssel, marchesa d'Aix                                         |  |  |       |  |  |                                                            |  |  |                                                    |  |
| Polissena Della Chiesa dei marchesi di Cinzano e Roddi |   | Vittorio Giuseppe Maria Della Chiesa, marchese di Cinzano e di Roddi |                                                                        |  |  |       |  |  |                                                            |  |  |                                                    |  |
|                                                        |   | Enrichetta Roero dei conti di Pralormo                               | …                                                                      |  |  |       |  |  |                                                            |  |  |                                                    |  |
|                                                        |   | Enrichetta Roero dei conti di Pralormo                               | …                                                                      |  |  |       |  |  |                                                            |  |  |                                                    |  |
|                                                        |   | Enrichetta Roero dei conti di Pralormo                               | …                                                                      |  |  |       |  |  |                                                            |  |  |                                                    |  |
| Alessandro Asinari dei marchesi di San Marzano         |   | Enrichetta Roero dei conti di Pralormo                               |                                                                        |  |  |       |  |  |                                                            |  |  |                                                    |  |
|                                                        | … | …                                                                    |                                                                        |  |  |       |  |  |                                                            |  |  |                                                    |  |
|                                                        | … | …                                                                    |                                                                        |  |  |       |  |  |                                                            |  |  |                                                    |  |
|                                                        | … | …                                                                    |                                                                        |  |  |       |  |  |                                                            |  |  |                                                    |  |
| …                                                      | … |                                                                      |                                                                        |  |  |       |  |  |                                                            |  |  |                                                    |  |
|                                                        |   | …                                                                    | …                                                                      |  |  |       |  |  |                                                            |  |  |                                                    |  |
|                                                        |   | …                                                                    | …                                                                      |  |  |       |  |  |                                                            |  |  |                                                    |  |
|                                                        |   | …                                                                    | …                                                                      |  |  |       |  |  |                                                            |  |  |                                                    |  |
| Carolina Asinari di Bernezzo                           |   | …                                                                    |                                                                        |  |  |       |  |  |                                                            |  |  |                                                    |  |
|                                                        |   | …                                                                    | …                                                                      |  |  |       |  |  |                                                            |  |  |                                                    |  |
|                                                        |   | …                                                                    | …                                                                      |  |  |       |  |  |                                                            |  |  |                                                    |  |
|                                                        |   | …                                                                    | …                                                                      |  |  |       |  |  |                                                            |  |  |                                                    |  |
| …                                                      |   | …                                                                    |                                                                        |  |  |       |  |  |                                                            |  |  |                                                    |  |
|                                                        |   | …                                                                    | …                                                                      |  |  |       |  |  |                                                            |  |  |                                                    |  |
|                                                        |   | …                                                                    | …                                                                      |  |  |       |  |  |                                                            |  |  |                                                    |  |
|                                                        |   | …                                                                    | …                                                                      |  |  |       |  |  |                                                            |  |  |                                                    |  |
|                                                        |   | …                                                                    |                                                                        |  |  |       |  |  |                                                            |  |  |                                                    |  |